# 綱島駅
綱島駅（つなしまえき）は、神奈川県横浜市港北区綱島西一丁目に所在する、東急電鉄東横線の駅である。駅番号はTY14。

## 歴史
- 1926年（大正15年）2月14日 - 綱島温泉駅として開業[1]。開業当初は相対式ホームの地上駅であった[1]。
- 1933年（昭和8年）7月 - 島式ホームに改築。
- 1944年（昭和19年）10月20日 - 綱島駅に改称[1]。
- 1950年（昭和25年）頃 - 出札口増設[1]。
- 1962年（昭和37年）3月1日 - 高架化工事に着手[2]。
- 1963年（昭和38年）11月26日 - 高架駅化[2][1]。工事延長は700 m、事業費は3億7,700万円、県道子母口綱島線などの計3か所の踏切が廃止された[3]。
- 2001年（平成13年） - 駅舎を改良[4]。北口改札を新設、正面口にシースルー改札を設置、ホームへのエスカレータ・エレベーターを設置[4]。
- 2009年（平成21年）10月31日 - 北口にあった東急バス綱島案内所が営業を終了[5]。
- 2012年（平成24年） - 副都心線との相互直通運転に向けてホーム・屋根を延伸。
- 2020年（令和2年）3月13日 - 駅構内と高架下に駅ナカ商業施設「エトモ綱島」が開業（東急ストアなどで構成）[6]。詳細は「エトモ綱島」を参照。

### 駅名の由来
駅を設置した当時、橘樹郡大綱村大字南綱島に立地していたため、地名から採ったもの。開業当初は温泉街として観光開発する目的から「綱島温泉」の駅名であったが、戦時体制に伴い「温泉」の二字を省き「綱島」に改めた。贅沢な名称を自粛する必要性もあり、周辺地域では温泉旅館の廃業が相次いでいた影響もあった。戦時中に当駅と似た理由で駅名を改称した例は他にもある。

## 駅構造
相対式ホーム2面2線を有する高架駅である。改札口は2か所で、西口・東口方面の有人改札とバスターミナルに接続する北口の無人改札がある。
高架化以前は島式ホーム1面2線で18メートル級車両5両編成分の有効長であったが、6両編成が増加すると駅南側の子母口綱島線の踏切を桜木町寄りの1両が塞ぐ形で停車し、それに伴う渋滞も高架化される要因となった。なお、高架化以前の6両編成の場合は桜木町寄りの1両の乗降用ドアは締め切り扱い（ドアカット）とされていた。
2009年（平成21年）10月より、2013年（平成25年）3月16日より開始された東京メトロ副都心線との直通運転に伴う急行の10両編成化に備え、ホーム延伸・屋根延伸工事を開始。日吉方面にさらに2両分ホームの延伸工事を行い、10両編成の停車に対応できるようになった。

### のりば
| 番線 | 路線   | 方向 | 行先                         |
| ---- | ------ | ---- | ---------------------------- |
| 1    | 東横線 | 下り | 菊名・横浜・元町・中華街方面 |
| 2    | 東横線 | 上り | 渋谷・池袋・川越市・所沢方面 |

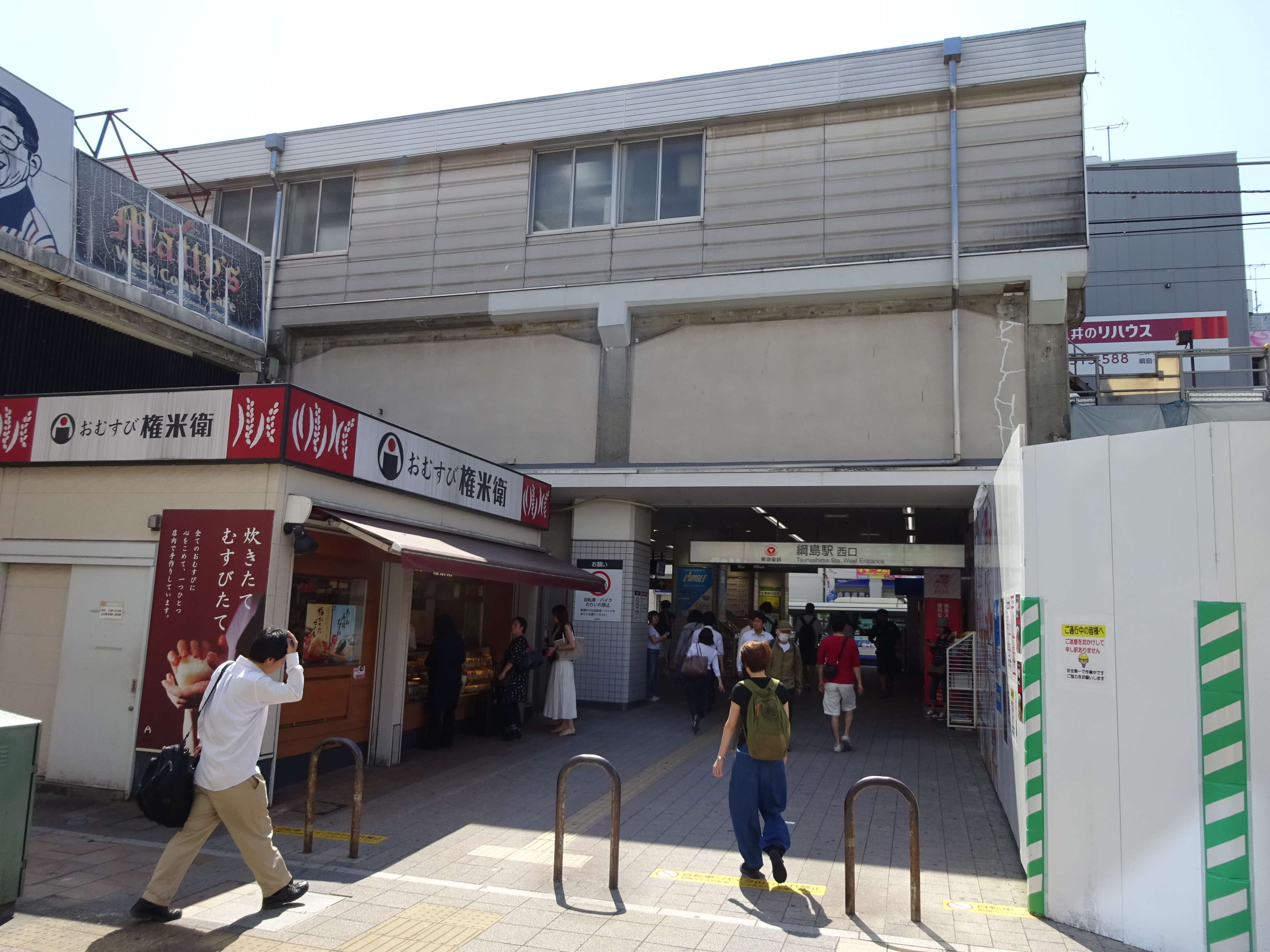
西口（2017年6月）
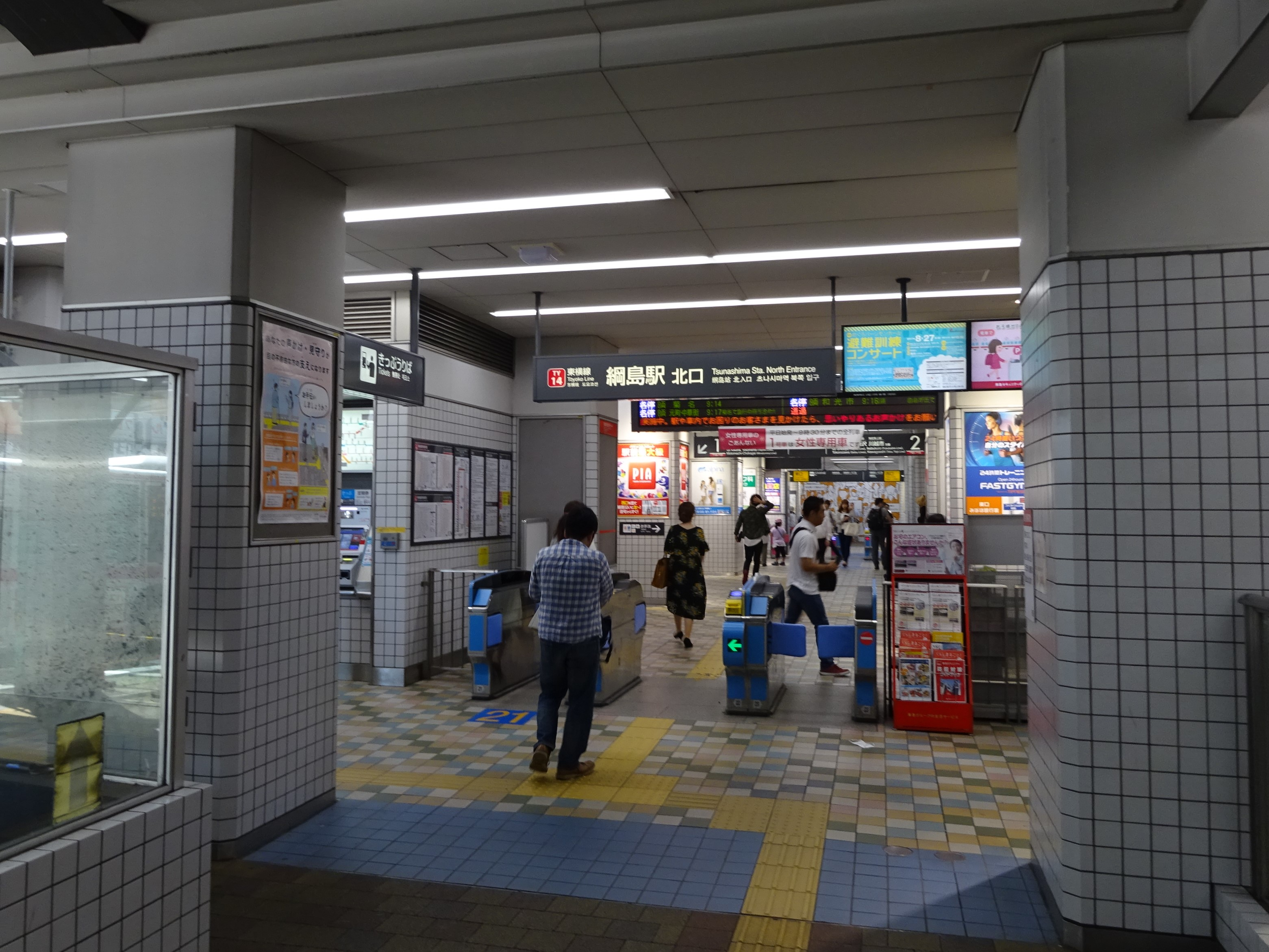
北口（2017年6月）
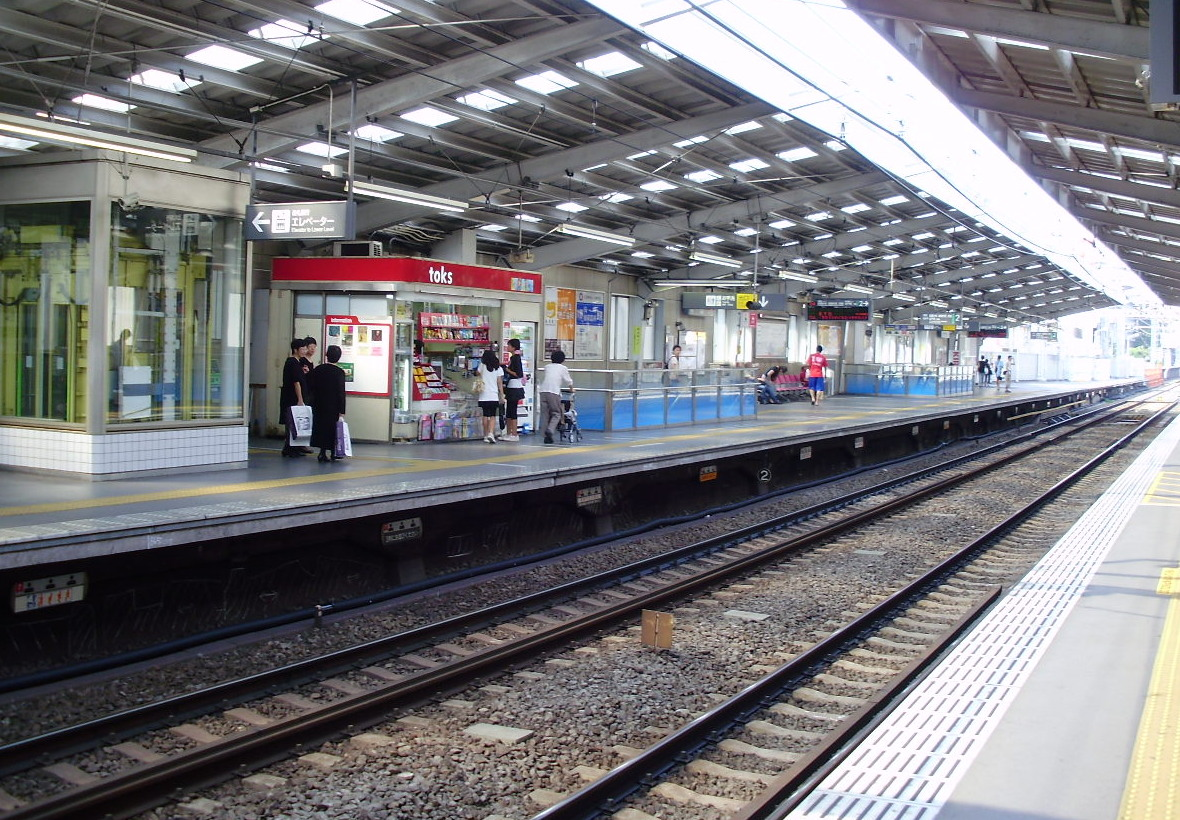
ホーム （2010年8月）
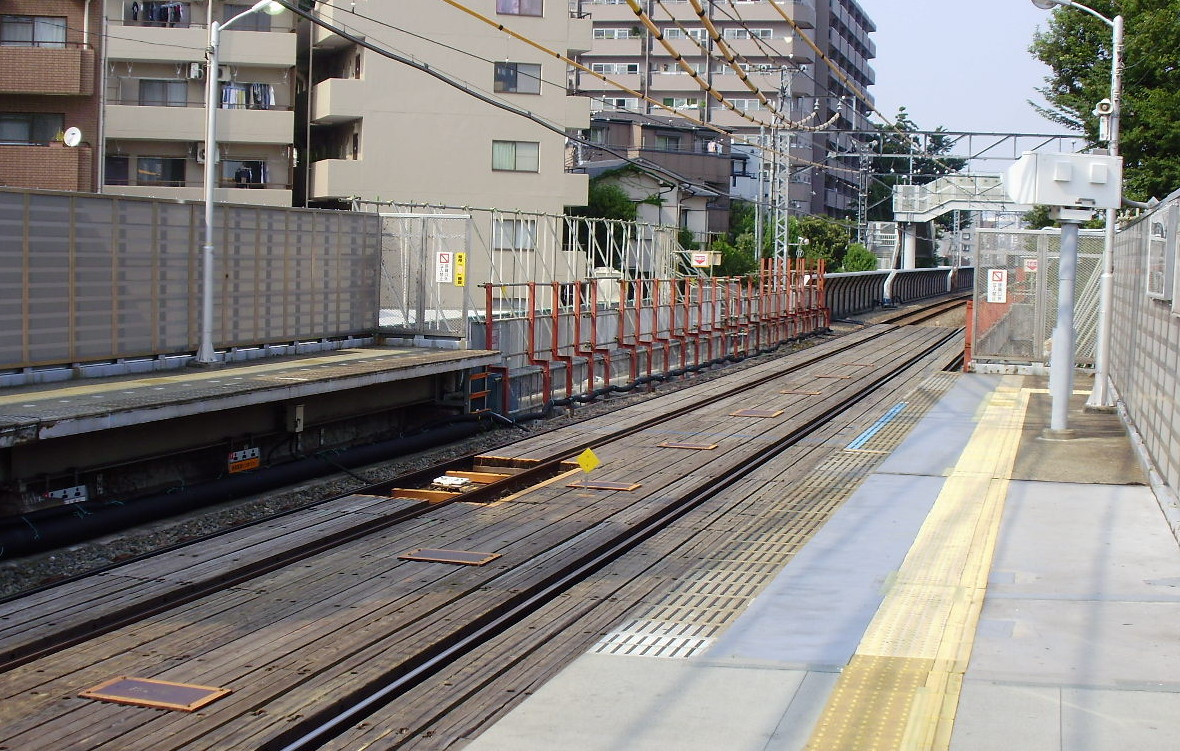
10連化対応工事 （2010年8月）

## 利用状況
2024年度の1日平均乗降人員は81,176人である。
他路線と接続のない東急電鉄の単独駅としては、青葉台駅に次いで乗降人員が多い。2015年度は8年振りに乗降人員が10万人を上回ったが、2020年度には再度下回った。
近年の1日平均乗降・乗車人員推移は下記の通り。
| 年度               | 1日平均 乗降人員 | 1日平均 乗車人員 | 出典                |
| ------------------ | ---------------- | ---------------- | ------------------- |
| 1980年（昭和55年） |                  | 43,329           |                     |
| 1981年（昭和56年） |                  | 44,345           |                     |
| 1982年（昭和57年） |                  | 45,373           |                     |
| 1983年（昭和58年） |                  | 46,809           |                     |
| 1984年（昭和59年） |                  | 48,405           |                     |
| 1985年（昭和60年） |                  | 49,748           |                     |
| 1986年（昭和61年） |                  | 51,203           |                     |
| 1987年（昭和62年） |                  | 52,128           |                     |
| 1988年（昭和63年） |                  | 53,279           |                     |
| 1989年（平成元年） |                  | 54,200           |                     |
| 1990年（平成02年） |                  | 55,060           |                     |
| 1991年（平成03年） |                  | 55,746           |                     |
| 1992年（平成04年） |                  | 55,314           |                     |
| 1993年（平成05年） |                  | 54,057           |                     |
| 1994年（平成06年） |                  | 54,131           |                     |
| 1995年（平成07年） |                  | 54,151           | [ 神奈川県統計 1 ]  |
| 1996年（平成08年） |                  | 53,345           |                     |
| 1997年（平成09年） |                  | 52,509           |                     |
| 1998年（平成10年） |                  | 50,970           | [ 神奈川県統計 2 ]  |
| 1999年（平成11年） |                  | 50,755           | [ 神奈川県統計 3 ]  |
| 2000年（平成12年） |                  | 50,189           | [ 神奈川県統計 3 ]  |
| 2001年（平成13年） |                  | 49,800           | [ 神奈川県統計 4 ]  |
| 2002年（平成14年） | 98,091           | 49,729           | [ 神奈川県統計 5 ]  |
| 2003年（平成15年） | 98,527           | 50,678           | [ 神奈川県統計 6 ]  |
| 2004年（平成16年） | 98,692           | 49,443           | [ 神奈川県統計 7 ]  |
| 2005年（平成17年） | 100,419          | 50,215           | [ 神奈川県統計 8 ]  |
| 2006年（平成18年） | 103,339          | 51,617           | [ 神奈川県統計 9 ]  |
| 2007年（平成19年） | 106,177          | 53,070           | [ 神奈川県統計 10 ] |
| 2008年（平成20年） | 99,302           | 50,038           | [ 神奈川県統計 11 ] |
| 2009年（平成21年） | 96,846           | 48,469           | [ 神奈川県統計 12 ] |
| 2010年（平成22年） | 96,108           | 47,980           | [ 神奈川県統計 13 ] |
| 2011年（平成23年） | 94,779           | 47,299           | [ 神奈川県統計 14 ] |
| 2012年（平成24年） | 96,672           | 48,204           | [ 神奈川県統計 15 ] |
| 2013年（平成25年） | 99,233           | 49,337           | [ 神奈川県統計 16 ] |
| 2014年（平成26年） | 98,765           | 49,081           | [ 神奈川県統計 17 ] |
| 2015年（平成27年） | 100,459          | 49,951           | [ 神奈川県統計 18 ] |
| 2016年（平成28年） | 102,364          | 50,900           | [ 神奈川県統計 19 ] |
| 2017年（平成29年） | 103,247          | 51,303           | [ 神奈川県統計 20 ] |
| 2018年（平成30年） | 104,395          | 51,903           | [ 神奈川県統計 21 ] |
| 2019年（令和元年） | 103,630          | 51,502           |                     |
| 2020年（令和02年） | 75,639           |                  |                     |
| 2021年（令和03年） | 81,372           |                  |                     |
| 2022年（令和04年） | 87,731           |                  |                     |
| 2023年（令和05年） | 82,967           |                  |                     |
| 2024年（令和06年） | 81,176           |                  |                     |

## 駅周辺

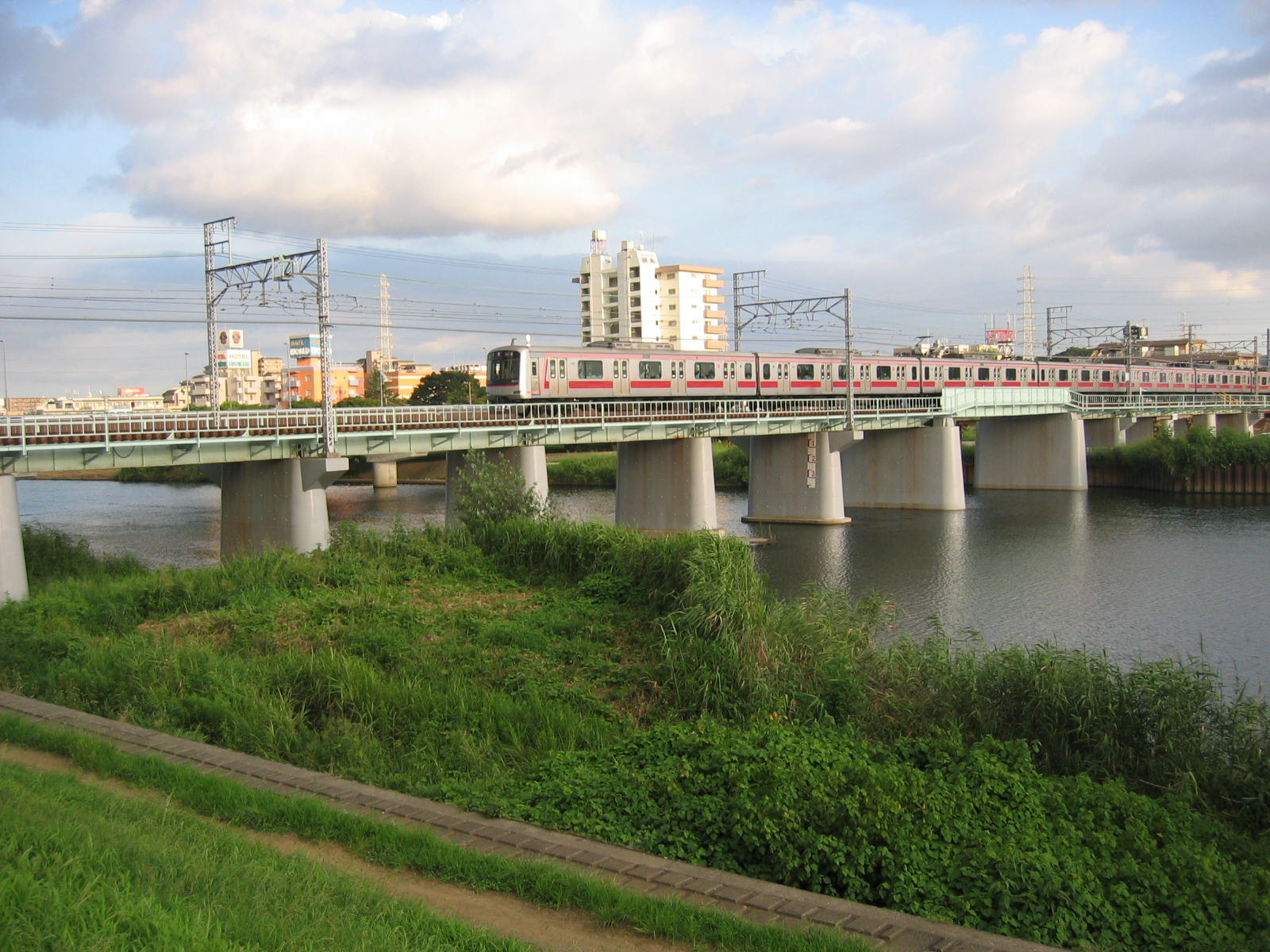
鶴見川鉄橋

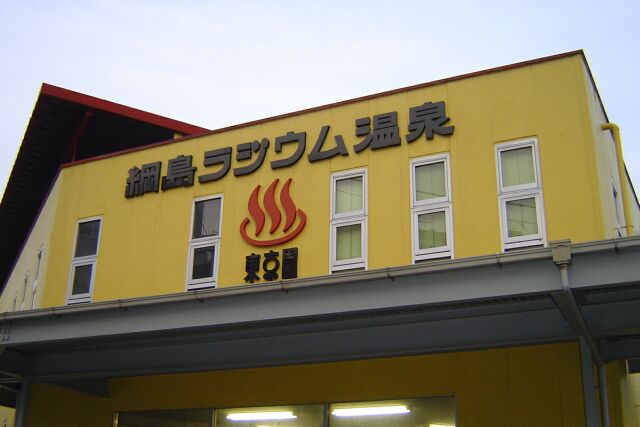
綱島温泉東京園（2015年閉店）

駅東側にはバスターミナルと小規模な商店街がある。駅西側一帯は賑やかな商業地区となっており、かつての温泉歓楽街の名残りで、パチンコ店やラブホテルなどの風俗店が存在する。駅北側は丘であり、急坂を上がっていくと緑が残されている綱島公園・綱島市民の森がある。駅南側には東横線の鉄橋も架かっている鶴見川が流れており、河原は周辺住民の憩いの場となっている。
綱島街道を挟んだ駅東側の地下には、東急新横浜線の新綱島駅がある（かつてはここに日帰り入浴施設「綱島温泉東京園」が存在した）。当駅と新綱島駅は別の駅であり、乗換駅としても扱われないものの、定期券における特例が設定される（「新綱島駅#運賃計算」を参照）。
綱島街道や子母口綱島線などの周辺道路は狭く交通量も多いため、駅前は慢性的な渋滞が発生しており、客待ちのタクシーや違法駐輪により、さらに狭くなった路地を多数の路線バスと歩行者が通行しているなど、安全面で問題がある状況となっている。
- いなげや横浜綱島店
- 肉のハナマサPLUS綱島店[13]
- アピタテラス横浜綱島[14]
  - 静岡銀行綱島支店
  - アピタテラス横浜綱島郵便局
- メガロスクロス綱島24
- 綱島温泉
- 鶴見川
- 大綱橋
- 綱島公園（綱島古墳）
- 横浜市港北消防署綱島出張所
- 横浜市綱島地区センター
- 綱島郵便局
- 綱島本通郵便局
- 横浜新吉田郵便局
- 三井住友銀行綱島支店
- 横浜銀行綱島支店
- 三菱UFJ銀行綱島支店
- みずほ銀行綱島支店
- りそな銀行綱島支店
- 横浜信用金庫綱島支店
- 川崎信用金庫綱島支店
- 城南信用金庫綱島支店
- コヤマドライビングスクール横浜校[15]

### エトモ綱島
2020年3月16日、東急の駅ナカ商業施設「エトモ綱島」が開業した（東急ストアは3月13日に先行開業）。東急が「etomo」の統一ブランドで展開する駅ナカ商業施設の12店舗目で、ブランド名は「駅と、もっと」に由来する。「エトモ綱島」は鉄道高架橋の耐震補強工事により2016年に閉鎖された「綱島駅ビル商店街」跡地の高架下空間と、2018年に閉鎖した駅構内店舗の跡地を一体的に再活用した施設となる。核店舗として「東急ストア綱島駅前店」が出店し、駅構内で営業中の店舗に加え、駅構内工事により閉店していた店舗や、スターバックスなど新規出店の店舗も入居した。
「綱島駅ビル商店街」は綱島駅が高架化された1963年、駅の高架下に開業した。核店舗の「綱島駅前東急ストア」をはじめ、11店舗が入居する商店街として長年営業し、2階建てで1階は東急ストアと専門店街、2階は居酒屋などの飲食店街となっていた。専門店街には不二家綱島店、京樽綱島店、ドトールコーヒー綱島駅前店、地元の個人営業店などが出店していた。東横線の鉄道高架橋の耐震補強工事開始に伴い、2015年からテナントの撤退が開始。翌2016年1月8日の綱島駅前東急ストア閉店をもって全テナントの撤退が完了し、駅ビルは閉鎖され解体された。
「エトモ綱島」に開店した「東急ストア綱島駅前店」は、同年2月29日に閉店した綱島街道沿いの「東急ストア綱島店」を移転する形となった。旧駅ビルの「綱島駅前東急ストア」閉店後、2018年3月にアピタテラス横浜綱島が開業した影響で、再度2店舗を出店・維持するのは困難となったため、既存店舗を「エトモ綱島」に移転する形とした。
駅構内には小田急グループのベーカリーHOKUOが出店しており、小田急沿線外では初出店となる店舗であった。駅構内の改良工事により2018年に閉店したが、駅売店「toks」などとともに「エトモ綱島」に再出店することとなった。また同年3月31日には「エトモ綱島」外の隣接する建物に「しぶそば綱島店」が新規出店し、駅そばながら2階では「セルフちょい飲み」もできる新形態の店舗とした。
- 東急ストア 綱島駅前店[27]（再出店）
- LAWSON + toks エトモ綱島店[16]（再出店[25]）
- HOKUO 綱島店（既存店[25]）
- おむすび権米衛 エトモ綱島店（再出店[25]）
- スターバックスコーヒー エトモ綱島店（新規出店[25]）
- ビアードパパ エトモ綱島店（新規出店[25]
- 青山フラワーマーケット 綱島店（既存店[25]）
- しぶそば 綱島店[28]（新規出店[25][26]）

### バス路線

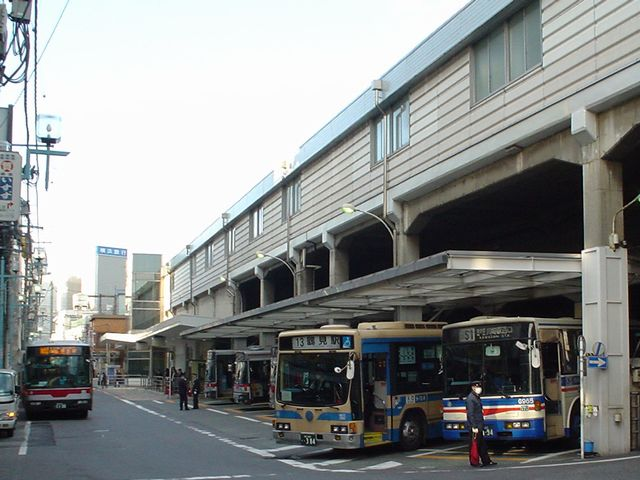
綱島駅バスターミナル

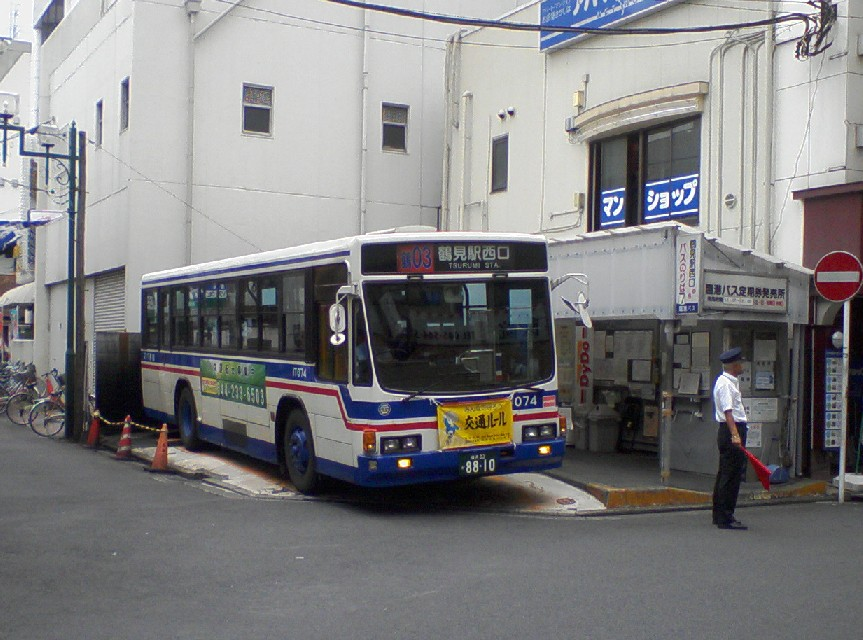
臨港バス鶴03系統の7番のりば（現在は廃止）

バスターミナルは高架下にあり、1963年（昭和38年）に高架化された際に設置され、現在は東急バスの運行する路線が乗り入れている。敷地の制約上、1番のりばを除き後退で進入するスイッチバック式バスターミナルとなっている。
以下ののりばのほか、かつては6番のりば（川崎鶴見臨港バス・横浜市交通局）および7番のりば（川崎鶴見臨港バス）を発着する路線もあったが、2023年12月23日よりいずれも新綱島駅発着（13系統のみ綱島駅入口着・新綱島駅発）に変更された。なお、7番のりばは東横線高架下ではなく、駅から綱島街道側へ40メートルほど離れた位置に存在した。
| のりば | 系統             | 経由                         | 行先             | 会社             | 備考         |
| ------ | ---------------- | ---------------------------- | ---------------- | ---------------- | ------------ |
| 1      | （降車専用）     | （降車専用）                 | （降車専用）     | ■東急            |              |
| 2      | 綱71             | 四ツ家・新羽営業所庚申堀     | 勝田折返所       | ■東急            | 深夜バスあり |
| 2      | 綱72             | 新羽営業所庚申堀・新羽駅     | 新横浜駅         | ■東急            |              |
| 2      | 綱73             | 四ツ家・新羽営業所庚申堀     | 新羽駅           | ■東急            |              |
| 2      | 綱79             | 四ツ家                       | 新羽営業所       | ■東急            | 深夜バスあり |
| 3      | 綱44             | 高田駅前・横浜市歴史博物館前 | 江田駅           | ■東急            |              |
| 3      | 綱45             | 高田駅前・センター南駅       | 江田駅           | ■東急            |              |
| 3      | 綱46             | 高田駅前                     | 道中坂下         | ■東急            | 深夜バスあり |
| 3      | 綱47             | 高田駅前・道中坂下           | 新羽営業所       | ■東急            | 深夜バスあり |
| 3      | 綱48             | 高田駅前・道中坂下           | 勝田折返所       | ■東急            |              |
| 3      | 綱49             | 高田駅前・道中坂下           | センター南駅     | ■東急            |              |
| 3      | 綱50             | 高田駅前                     | 【循環】東山田駅 | ■東急            |              |
| 4      | 城01             | 高田駅・蟹ヶ谷               | 新城駅           | ■東急            |              |
| 4      | 城01             | 高田駅                       | 蟹ヶ谷           | ■東急            |              |
| 5      | 綱74             | 町内会館前                   | 新羽駅           | ■東急            |              |
| 6      | （発着路線なし） | （発着路線なし）             | （発着路線なし） | （発着路線なし） |              |

このほか、駅東側の綱島街道上に綱島駅入口停留所があるが、北行（綱島駅側、川崎鶴見臨港バス・横浜市交通局）のバス停は降車専用であり、乗車可能なのは南行（新綱島駅側、東急バス）のバス停を発着する以下の路線のみである。経路の都合上、これらの系統の逆方向は綱島駅入口を経由しない。
- 日93：日吉駅東口行
- 日81・日92：新綱島駅行

なお、かつて運行されていた深夜急行バス「ミッドナイト・アロー」（高速新横浜線）は綱島駅入口に停車していた。

### 周辺商店街
- 綱島モール商店会
- 綱島さわやか通り商店会
- 綱島東口商店会
- 綱島桃栄会
- 綱島西口商栄会
- 綱島駅ビル商店街
- 綱島東商竜会
- 綱島にこにこ会

## 隣の駅
東急電鉄
 東横線
■特急・□通勤特急
通過
■急行
日吉駅 (TY13) - 綱島駅 (TY14) - 菊名駅 (TY16)
■各駅停車
日吉駅 (TY13) - 綱島駅 (TY14) - 大倉山駅 (TY15)
隣の日吉駅との駅間距離（2.2 km）は東横線で最も長い。